# نایویلا
نایویلا (به انگلیسی: Naivela) یک شورای اتحادیه در پاکستان است که در ناحیه دیره اسماعیل خان واقع شده‌است.